# David Banon
Pour les articles homonymes, voir Banon.
David Banon, né le 21 mars 1945 à Port-Lyautey, aujourd'hui Kénitra, au Maroc, est philosophe et professeur des universités. C’est un spécialiste de l’interprétation biblique juive et de son histoire.

## Éléments de biographie
David Banon est l'aîné d'une grande fratrie juive du Maroc. Il étudie à l’École normale hébraïque de Casablanca, puis étudie la philosophie à Lyon. En 1974, peu après son mariage, il s'installe en Suisse et devient docteur ès Lettres de l’Université de Genève. Il soutient sa thèse en 1986 devant Emmanuel Levinas, Henri Meschonnic, Robert Martin-Achard et George Steiner. Enseignant à l’Université de Lausanne, pendant de nombreuses années, et est enseignant-chercheur et directeur du Département des études hébraïques et juives de l’Université de Strasbourg, membre de l’Institut universitaire de France entre 2010 et 2015, et professeur invité à l’Université hébraïque de Jérusalem
C’est un spécialiste du Midrach, et de la philosophie d’Emmanuel Levinas, de Yeshayahou Leibowitz (dont il a traduit des ouvrages), et de Yosef Dov Soloveitchik (Beis Halevi).
David Banon participe au dialogue entre Juifs et Chrétiens en France. En 2013, Il s'installe en Israël où il continue son travail de recherche et ses publications.

## Ouvrages publiés
Liste non exhaustive
- De l'être à la lettre. Philosophie et Judaïsme dans l'oeuvre d'Emmanuel Lévinas. Hermann, Paris 2022.  (ISBN 9791037014993)
- Judaïsme et Modernité. Confrontation et interlocution. Hermann, Paris 2019.  (ISBN 9791037000781)
- L'Oubli de la lettre. Albin Michel, Paris 2017.
- L’Attente messianique. Une infinie patience. Éditions du Cerf, Paris 2012.  (ISBN 978-2-204-09419-1).
- Le Juste vivra de sa foi, (Habacuc 2,4), Études d’histoire de l’exégèse, sous la direction de Matthieu Arnold, Gilbert Dahan et Annie Noblesse-Rocher. Éditions du Cerf, Paris 2012.  (ISBN 978-2-204-09709-3).
- Héritages d’André Neher, Éditions de l’Éclat. 2011.  (ISBN 978-2841622610)
- Entrelacs. La lettre et le sens dans l’exégèse juive. Éditions du Cerf, Paris 2008.  (ISBN 978-2-204-08518-2).
- La tour et le tabernacle : Migdal et Michkan avec Déborah Derhy, col. Bible et philosophie. Bayard Jeunesse, Paris, 2008.  (ISBN 978-2227477681).
- Judaïsme et christianisme, entre affrontement et reconnaissance, avec Shmuel Trigano et Pierre Gisel, Bayard Centurion, coll. Domaine biblique, Paris, 2005.  (ISBN 978-2227475229).
- Le messianisme, Presses Universitaires de France, coll. « Que sais-je ? » no 3377, Paris, 1998  (ISBN 978-2130492436).
- Le Midrach, Presses Universitaires de France, coll. « Que sais-je ? » no 3019, Paris, 1995.  (ISBN 978-2130472117).
- Le bruissement du texte. Notes sur les lectures hebdomadaires du Pentateuque, préface d’Alexandre Safran, grand-rabbin de Genève. Labor et Fides, Genève, 1993.  (ISBN 2-8309-0708-6)
- La Lecture infinie : les voies de l’interprétation midrachique, préfacé par Emmanuel Levinas. Paris, Éditions du Seuil, 1987.  (ISBN 978-2020097697).

### Traductions de l’hébreu
- Devant Dieu, cinq livres de foi de Yeshayahou Leibowitz, Éditions du Cerf, 2004  (ISBN 978-2-204-07209-0).
- La foi de Maïmonide de Yeshayahou Leibowitz, Éditions du Cerf, 1992  (ISBN 978-2-204-04592-6).
- Israël et Judaïsme. Ma part de vérité, de Yeshayahou Leibovitz [traduction de l’hébreu du chapitre III, intitulé « Judaïsme », pp. 129–178], Desclée de Brouwer, Paris, 1993.